# Seimaden
Seimaden (jap. 聖魔伝) – manga autorstwa Yō Higuri. Pierwszy raz została wydana w Japonii w 1994 roku przez wydawnictwo Kadokawa Shoten Publishing. Seria składa się z 10 tomów.
W Polsce seria została wydana nakładem wydawnictwa Waneko. 